# غاز نزر

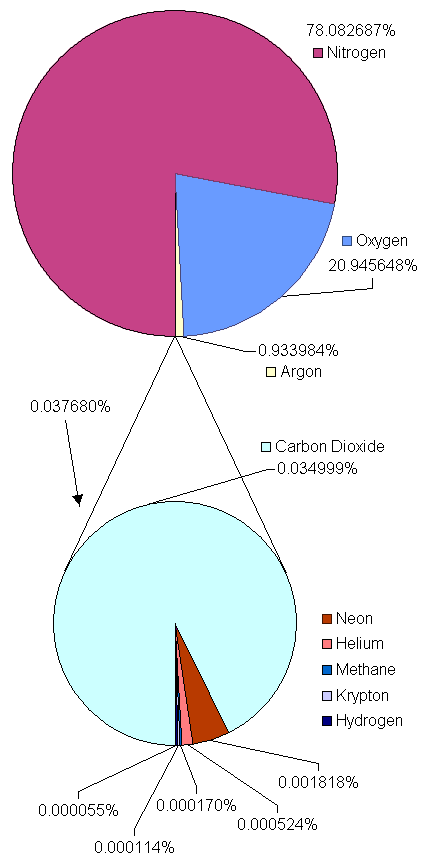
نسب غازات الغلاف الجوي

الغازات النزرة (أو الغازات الزهيدة) هي الغازات التي تشكل أقل من 1% من حجم غلاف الأرض الجوي، وهي بذلك تشمل أغلب الغازات الطبيعية الموجودة في الغلاف الجوي عدا النتروجين (78.1%) والأكسجين (20.9%).
إن أكثر الغازات النزرة وفرة هو غاز الآرغون الذي يشكل ما نسبته 0.934%، في حين أن بخار الماء يوجد أيضاً بوفرة كبيرة نسبياً ولكنها متفاوتة.

## التأثيرات المناخية
إن المناخ على سطح الأرض يتأثر بشكل حساس لتركيز الغازات النزرة ولدرجة الحرارة في المنطقة الواقعة بين طبقة التروبوسفير العليا وطبقة الستراتوسفير السفلى (يرمز لتلك المنطقة: UTLS). تمتد هذه المنطقة من ارتفاعات تبدأ من 6 كم وحتى 25 كم فوق سطح البحر، حيث تحدث هناك تأثيرات متبادلة بين الإشعاعات والغازات النزرة بوجود السحب والضبائب، والتي يمكن أن تؤدي إلى تاثيرات على المناخ. تؤدي الحركة الدائمة لكتلة الهواء إلى حدوث امتزاج بين طبقة التروبوسفير العليا وطبقة الستراتوسفير الدنيا، وإحدى هذه الحركات الهوائية، والتي تدعى Asian monsoon، تقع فوق المنطقة الآسيوية، لذلك تصل الملوثات من الغازات النزرة من هناك إلى طبقات الستراتوسفير، ويمكن ان ينتشر التأثير حتى منطقة الاستواء.
يختلف تأثير الغازات النزرة على المناخ حسب عمرها في الغلاف الجوي، إذ أن بعضها قصير العمر في حين أن الآخر ذو عمر أطول. بالنسبة للغازات قصيرة العمر، بحيث أن عمرها يمكن أن بصل لعدة أشهر أو أقل، والتي هي ذات نشاط كيميائي مثل الأوزون O3 وأكاسيد النتروجين وأحادي أكسيد الكربون، بالإضافة إلى المركب العضوية المتطايرة وغيرها. أما الغازات طويلة العمر، فهي تشمل عدد من غازات الدفيئة مثل ثنائي أكسيد الكربون CO2 والميثان CH4 وثنائي أكسيد النتروجين N2O، بالإضافة إلى مركبات الكلوروفلوروكربون CFCs.
يمكن للغازات النزرة الناتجة عن النشاط البشري أن تؤدي إلى نضوب طبقة الأوزون، مع أن وجود أكاسيد النتروجين يمكن أن يلعب دوراً في حدوث التوازن بين تشكل الأوزون ونضوبه.